# Bataille du cap Gloucester
Seconde Guerre mondiale, 
Guerre du Pacifique, 
Campagne de Nouvelle-Guinée
Batailles
- Arawe
- Cap Gloucester
- Neutralisation de Rabaul
- Talasea
- Baie de Jacquinot
- Baie de Wide–baie d'Open

La bataille du cap Gloucester fut livrée entre décembre 1943 et avril 1944 lors de la campagne de Nouvelle-Bretagne sur le théâtre du Pacifique de la Seconde Guerre mondiale. Elle faisait partie de l'opération Cartwheel et visait à la capture de l'aérodrome de Tuluvu établi près de Cape Gloucester, une péninsule situé au nord de l'extrême-ouest de l'île de Nouvelle-Bretagne mais également à accentuer l'isolement de la base de Rabaul, principale base militaire et logistique japonaise dans le Pacifique du sud-ouest, où étaient stationnés près de 60 000 soldats impériaux. Un objectif secondaire de cette opération était d'assurer le libre-passage de la mer par les Alliés des détroits séparant la Nouvelle-Bretagne de la Nouvelle-Guinée
Il s'agit du deuxième débarquement de la 1re division des Marines après celui de Guadalcanal.
Cette bataille a été marquée par des conditions climatiques dantesques de chaleur, d'humidité et de pluies diluviennes sur un terrain lui-même difficile constitué de denses zones de jungles, de mangroves et de marais.
Préalablement à l'assaut amphibie sur Cape Gloucester, un débarquement eut lieu sur Arawe le 15 décembre 1943, à environ 100 kilomètres au sud-est, où le 112e régiment de cavalerie de l'US Army mena une série d'actions destinées à bloquer la route à d'éventuels renforts venant de l'est de l'île d'arriver sur Cape Gloucester. 

## La bataille

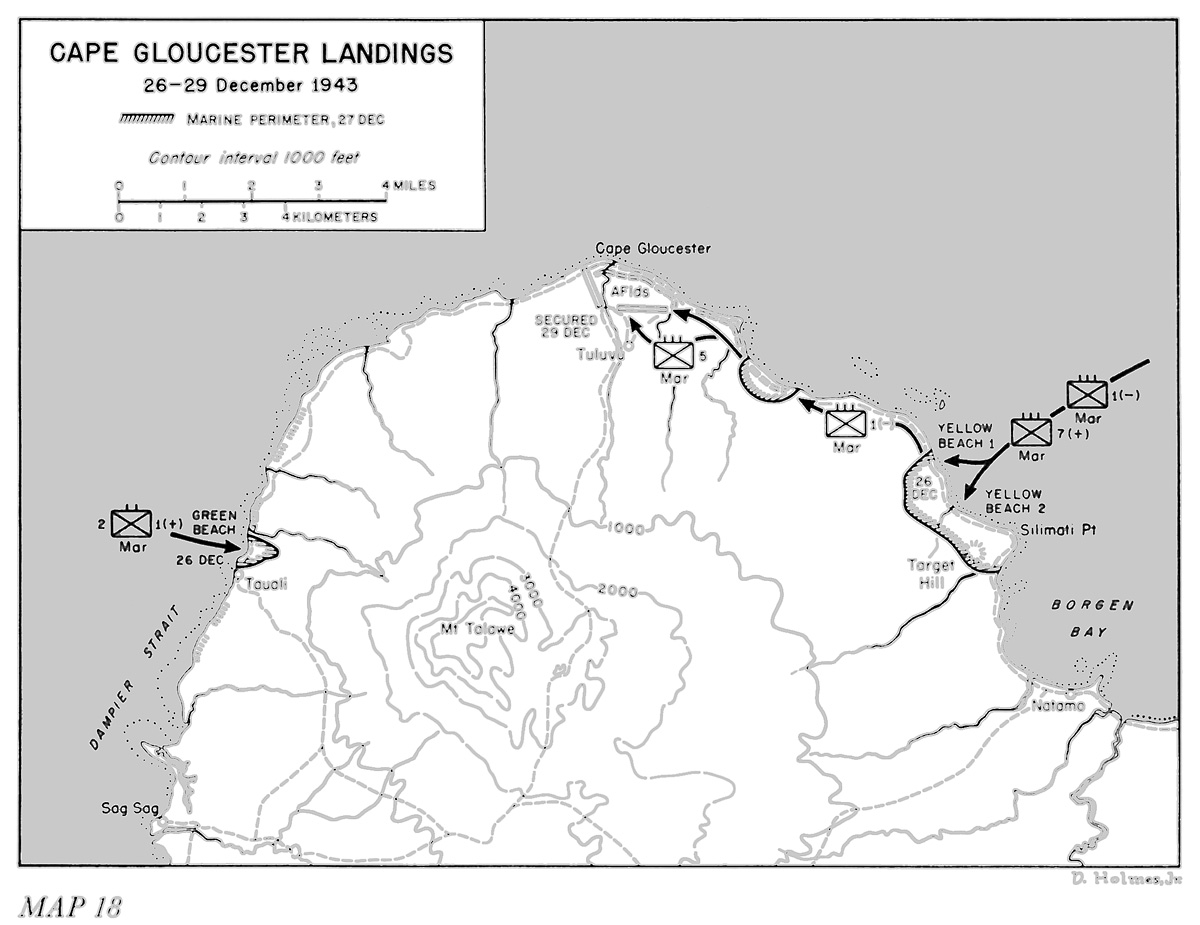
Cartes des débarquements sur Cap Gloucester et localisation de l'aérodrome

Le 26 décembre 1943, après un tir de barrage naval sur les positions japonaises sur Cape Gloucester par les navires de guerre de l'US Navy et de la Royal Australian Navy, suivi par des attaques aériennes par avions des l'USAAF et de la Royal Australian Air Force, la 1re division des Marines débarqua à Yellow Beach 1 & 2 sans rencontrer d'opposition, entamant une marche vers le sud, et ne rencontrant sur sa route qu'une poignée de soldats japonais encore sonnés par le bombardement. Un débarquement de plus faible envergure ayant pour but de couper les possibilités de retraite à la garnison nippone fut mené par un seul bataillon eut lieu sur Green Beach sur la côte ouest à 15 kilomètres des sites de l'assaut principal, là aussi sans rencontrer initialement d'opposition.
Cependant, contrairement à ce qu'indiquaient les cartes de l'état-major établis à la suite de reconnaissance aériennes, l'infanterie américaine se retrouva après avoir quitté Yellow Beach à patauger dans l'eau et la boue des zones de mangrove et de marais plutôt que sur un terrain solide. Les arbres abattus ou déracinés par le bombardement freinaient encore plus leur progression, ou tombaient sans prévenir à leur passage. Le premier Marine mort durant cette opération fut ainsi tué par un arbre. Ne rencontrant qu'une opposition japonaise dispersée mais croissante au fil de cette journée, les Marines établirent le soir un périmètre de sécurité tout autour des plages.
Un bataillon appuyé par des tanks entama dès le lendemain une marche en longeant les lignes côtières vers l'aérodrome situé à environ 4 kilomètres au nord-ouest. La capture du complexe de défense qui défendait la plage de Blue Beach est prise le 28 décembre en permet l'entière utilisation pour un meilleur ravitaillement des troupes et de l'évacuation des blessés. 9 Américains et 260 Japonais moururent au cours de cet affrontement.
L'aérodrome passa finalement sous possession américaine le 29 décembre, face à une résistance minimale, le commandement japonais ayant apparemment pris en compte l'impossibilité de défendre un terrain découvert face à des éléments blindés.
Dans les premières heures du 30 décembre 1943, les forces américaines qui ont débarqué sur Green Beach à l'ouest connurent leurs principaux combats quand une force estimée de 115 soldats impériaux lancèrent un assaut de nuit sous une pluie battante au nord-ouest de leur périmètre. Ces derniers furent repoussés, 6 Américains furent tués, 17 autres blessés et 89 Japonais perdirent la vie durant cette nuit.
Pendant ce temps, la principale force Américaine toujours en poste des plages entama de son côté une lente et difficile marche vers le sud puis le sud-est marqué par de grosses difficultés de ravitaillement en raison de la végétation dense et de l'omniprésence de zones humides. Ces opérations consistaient principalement en de longues patrouilles de tailles variées à travers la jungle, marquées souvent par des contre-attaques japonaises, occasionnant des combats décousus et confus en raison du terrain offrant peu de visibilité et très impraticable. 
Les Japonais sous peine de se voir progressivement encerclés par le nord par les Marines et par le sud par l'US Army débarquée à Arawe, n'eurent d'autre choix que de tenter une longue retraite vers l'est vers Rabaul traqués et poursuivis par les patrouilles américaines. Cette retraite s’avérera être un succès, cependant coûteux pour les soldats impériaux.
Un régiment fut détaché de la division américaine le 6 mars 1944 pour effectuer à un débarquement sur la péninsule de Willaumez dans la baie de Kimbe, à environ 200 kilomètres à l'est de Cape Gloucester, et prendre l'aérodrome local situé près du village de Talasea.
Après avoir chassé la majeure partie des Japonais de l'ouest de la Nouvelle-Bretagne, conjointement avec les opérations menées par l'US Army près d'Arawe, la 1re division des Marines fut graduellement relevée par la 40e division d'infanterie qui prit place le 4 mai 1944 dans ses positions près de Talasea, et mena quant à elle les mois suivants des missions de garde et de patrouilles le long de ce périmètre de défense.

## Conséquences
La moitié ouest de la Nouvelle-Bretagne fut après la bataille désormais sous contrôle allié et, faisant partie à l'époque du Territoire de Nouvelle-Guinée sous mandat australien, repassa à ce titre sous l'administration australienne. Les Américains ont conquis plusieurs aérodromes mais ont surtout accru l'isolement de la principale base militaire et logistique japonaise de Rabaul.
La réelle utilité militaire de cette bataille et de toute la campagne de Nouvelle-Bretagne est encore sujette à débat, certains historiens arguant du fait que la base de Rabaul était, avant le début de la campagne de Nouvelle-Bretagne, déjà considérablement isolée et ne présentait qu'une menace relative voire anecdotique.

## Galerie

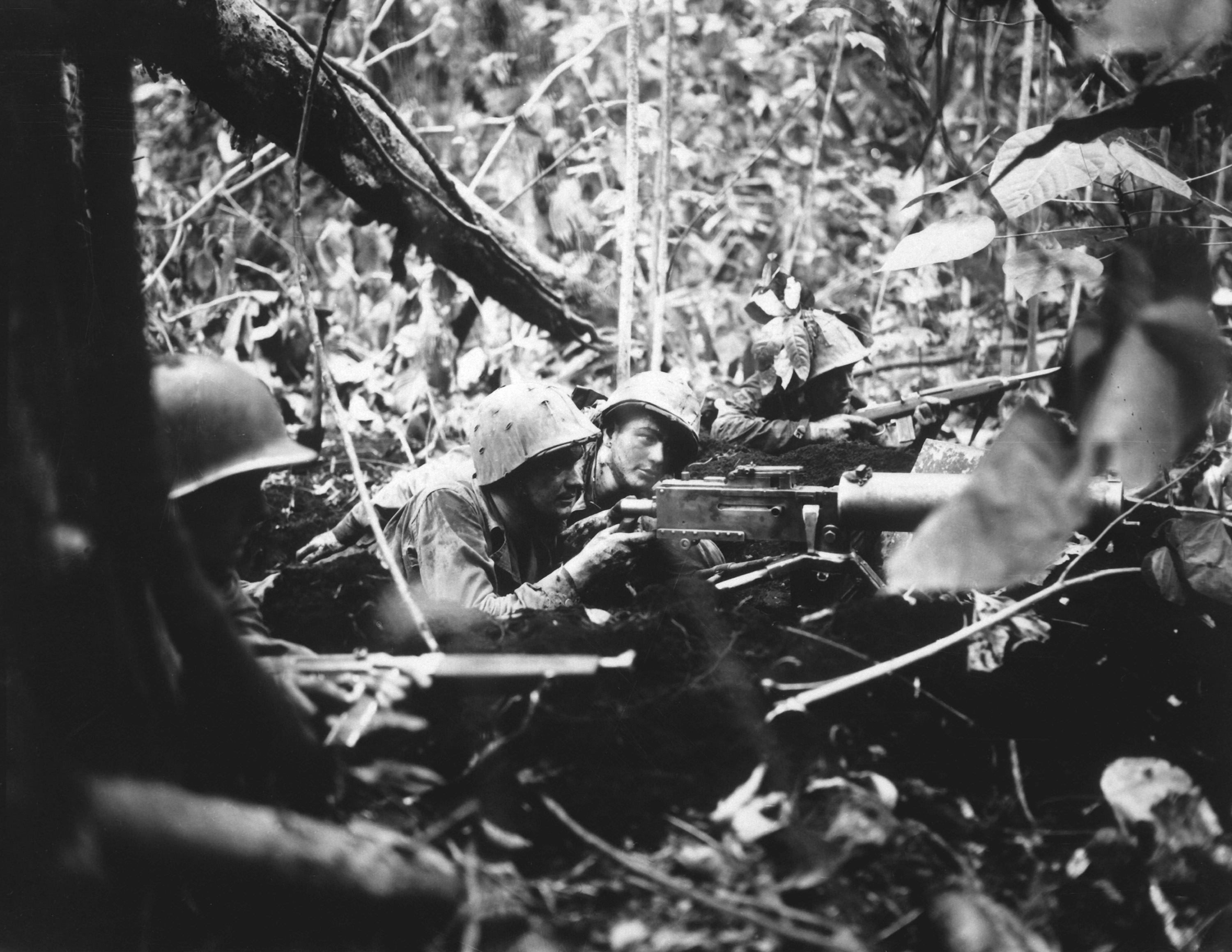
Marines tenant une position défensive avec une Browning 1917
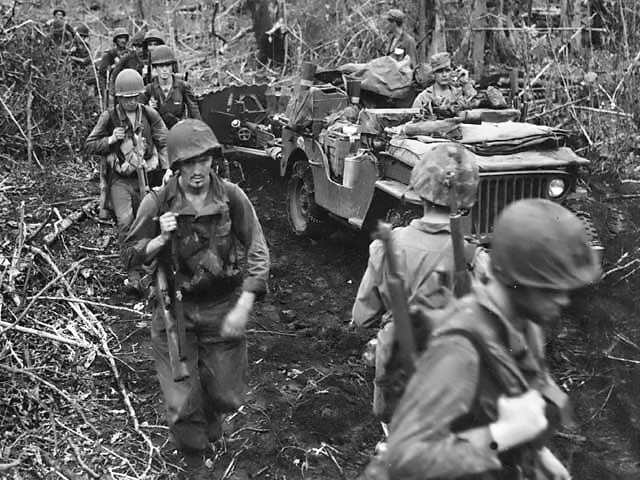
Patrouille dans la jungle
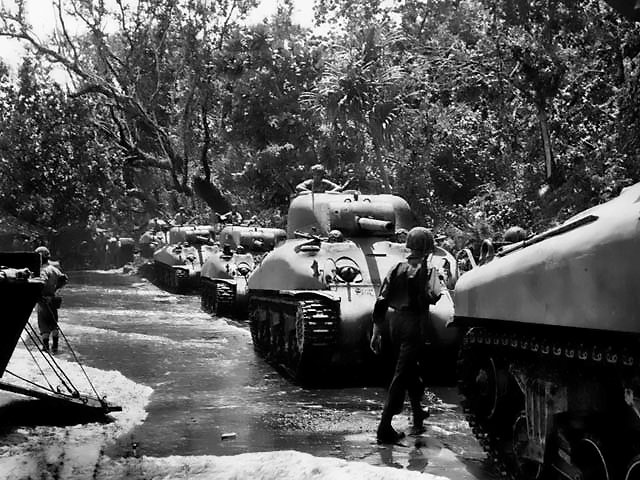
Colonne de chars M4 Sherman le long de Yellow Beach
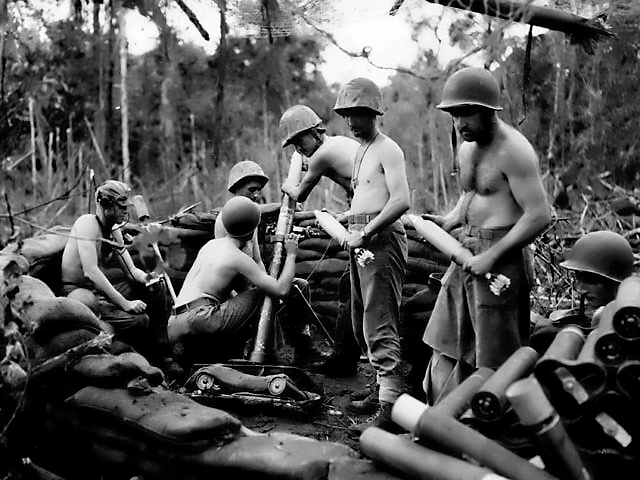
Une position de mortier
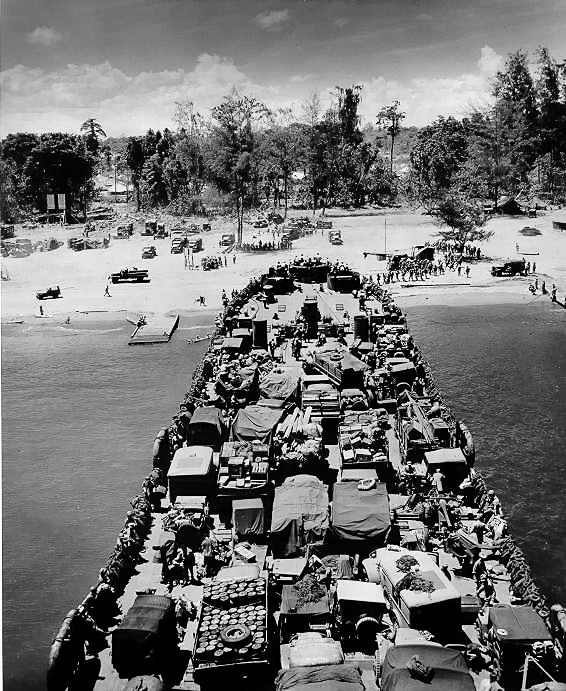
Un LST transportant des véhicules et du ravitaillement sur Cape Gloucester